# أولاد إدريس (امحاميد الغزلان)
أولاد إدريس هي إحدى مشيخات المملكة المغربية، تتبع جغرافيا لإقليم زاكورة وإداريًا لامحاميد الغزلان. يقدر عدد سكانها بـ 11936 نسمة حسب الإحصاء الرسمي للسكان والسكنى لسنة 2004.